# ميشال جيراردون
ميشيل جيراردون (بالفرنسية: Michèle Girardon)‏ (9 أغسطس 1938 - 25 مارس 1975) ممثلة فرنسية، ظهرن في 34 فيلما بين عامي 1956 و 1971.

## حياتها
خلال ستينيات القرن العشرين، انخرط جيرارون في علاقة عاطفية مع النبيل الإسباني المتجول، والممثل العرضي والفضيل السيئ السمعة، خوسيه لويس دي فيالونجا، الذي التقت به لأول مرة على مجموعة من العشاق. عاش الزوجان معا في معظم فترة الستينيات. بحلول عام 1971 ، تم الحصول على مهنة جيراردون في نهاية المطاف في عام 1972 ، دي فيالونجا أنهى علاقتهما بالزواج من امرأة أخرى. جيراردون لم يتزوج قط أو كان لديه أطفال انتحرت عن طريق جرعة زائدة من الحبوب المنومة في سن ال 36 في ليون في 25 مارس، 1975. يتم دفنها بالقرب من باريس في مقبرة باغنوكس، هوت دو سين.
السنوات اللاحقة والموت
خلال الستينيات، انخرطت جيراردون في علاقة عاطفية مع أحد النبلاء الإسبان خوسيه لويس دي فيلالونجا، الذي التقت به لأول مرة في مجموعة ليه امانتس، عاش الزوجان معًا طوال معظم فترة الستينيات .
بحلول عام 1971 انتهت مهنة جيراردون في التمثيل وبعد أن حصل أخيرًا على طلاقه في عام 1972، أنهى دي فيلالونجا علاقتهما بالزواج من امرأة أخرى، أورسولا ديتريش. لم يتزوج جيراردون قط ولم ينجب أطفالًا وأصبح يائسًا بشكل متزايد. انتحرت عن طريق جرعة زائدة من الحبوب المنومة عن عمر يناهز 36 عامًا في ليون في 25 مارس 1975. ودفنت بالقرب من باريس في بانوكس، مقبرة هاوتس دي سين.

## روابط خارجية
- ميشال جيراردون على موقع IMDb (الإنجليزية)
- ميشال جيراردون على موقع ألو سيني (الفرنسية)
- ميشال جيراردون على موقع أول موفي (الإنجليزية)
- ميشال جيراردون على موقع قاعدة بيانات الأفلام السويدية (السويدية)
- ميشال جيراردون على موقع قاعدة بيانات الفيلم (الإنجليزية)
- ميشال جيراردون على موقع كينوبويسك (الروسية)

- ميشال جيراردون في قاعدة بيانات الأفلام على الإنترنت
- ميشال جيراردون على موقع فايند أغريف